# Zwanenburg (Megchelen)
Kasteel Zwanenburg (ook Swanenburg, Swanenborch of Swanenborg) is een voormalig kasteel in Megchelen, in de Nederlandse provincie Gelderland. De overblijfselen zijn gelegen ten zuidoosten van Gendringen in de gemeente Oude IJsselstreek in de regio's Achterhoek en Liemers. Het kasteel lag aan de Oude IJssel tussen Huis Landfort en kasteel De Wildt in het kerkdorp Megchelen. Er resteert heden ten dage nog slechts een klein overblijfsel van de linkertoren van de voorburcht.

## Geschiedenis
De oudste vermelding van de heer van Swanenburg is uit 1272, als Lubbert van Swane genoemd wordt als eigenaar van het goed Brummelingh bij Werth bij Westfalen. Begin 14de eeuw was Willem van Heeckeren (1290-1365) bezitter van een goed bij Werth en van de Swanenburg.
Begin 15de eeuw werd het verkocht aan het geslacht Van Aeswijn. In 1423 werd de nieuwe hertog van Gelre Arnoud van Egmond ingehuldigd. Deze werd door de telgen Van Aeswijn niet als hun meerdere beschouwd wat in 1425 leidde tot een hertogelijk beleg waarbij Swanenburg zich binnen een week overgaf. Het goed werd een Gelderse leen en het kasteel een open huis voor de hertog.
In 1462 kwam de Swanenberg door huwelijk in bezit van de familie Van Raesfelt, die tot in de 17de eeuw eigenaar bleef. Tussen 1462 en 1580 werd het kasteel uitgebreid met een voorburcht en een huiskapel. In 1580 werd het door de Spaanse troepen geplunderd en deels verwoest.
Na de familie Raesfelt hadden er veel wisselingen van eigenaar plaats. Het kasteel kwam door vererving en verkoop aan de geslachten Vijgh, Van Els, Van Lynden, Van Hoevel en Van Nispen. In 1805 werd het kasteel verbouwd, en de kasteelgracht gedempt, de ringmuur en poortgebouw gesloopt. In 1834 werd het verhuurd aan Adolf Jacob Hendrik Willem van Heeckeren heer van Nettelhorst en Batinge (1784-1857) die nadat Nettelhorst na het overlijden van zijn moeder, door de erfgenamen verkocht was, Huize Swanenburg huurde van de Van Nispens. Hij ligt begraven in Gendringen. Zijn echtgenote, Adriana L.A.L. van Heeckeren, is waarschijnlijk verhuisd, zij overleed in 1866 in Voorst. Na het overlijden van Van Heeckeren werd het kasteel in gebruik genomen als klooster. Na het vertrek van de kloosterlingen in 1880 kwam het ten slotte leeg te staan. Het werd uiteindelijk in het jaar 1900 geveild voor de sloop.
Een van de oudst bekende afbeeldingen in particulier bezit is een tekening op papier die dateert tussen 1720 en 1727, deze tekening wordt toegeschreven aan Jacobus Stellingwerff en is gemaakt naar Maximiliaan de Raadt. Het onderschrift luidt: t' kasteel den Zwanenborg ¼ úúr van Gendringen.

## Sloop
Nadat het kasteel in 1880 leeg was komen te staan, werd het geveild met de voorwaarde dat het afgebroken moest worden. Het werd gekocht door de familie Meij. In 1901 werd het huis gesloopt. Ondanks de verkoopvoorwaarde werd de toren van de voorburcht gespaard. In de Tweede Wereldoorlog is deze toren zwaar beschadigd.
Een bijgebouw werd geschikt gemaakt als boerderij. In 1973 brandde het huis uit en later dat jaar stortte een deel van het torendak in tijdens een zware storm. De restanten werden met een shovel geruimd. Tegenwoordig is een klein hoopje stenen in een weiland het enige zichtbare overblijfsel van de toren. De diameter van de toren is 5.70, de muur is op kelderhoogte 70 cm dik. Onder de ruïne bevindt zich een kelder die met puin en zand volgestort is.

## Verval

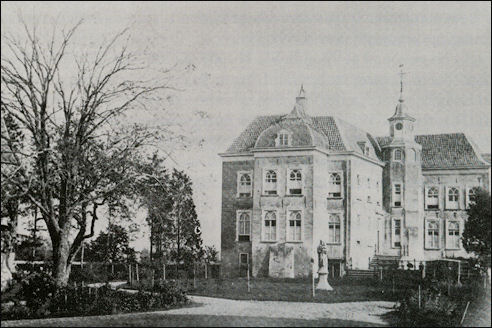
Swanenburg voorzijde vóór 1900
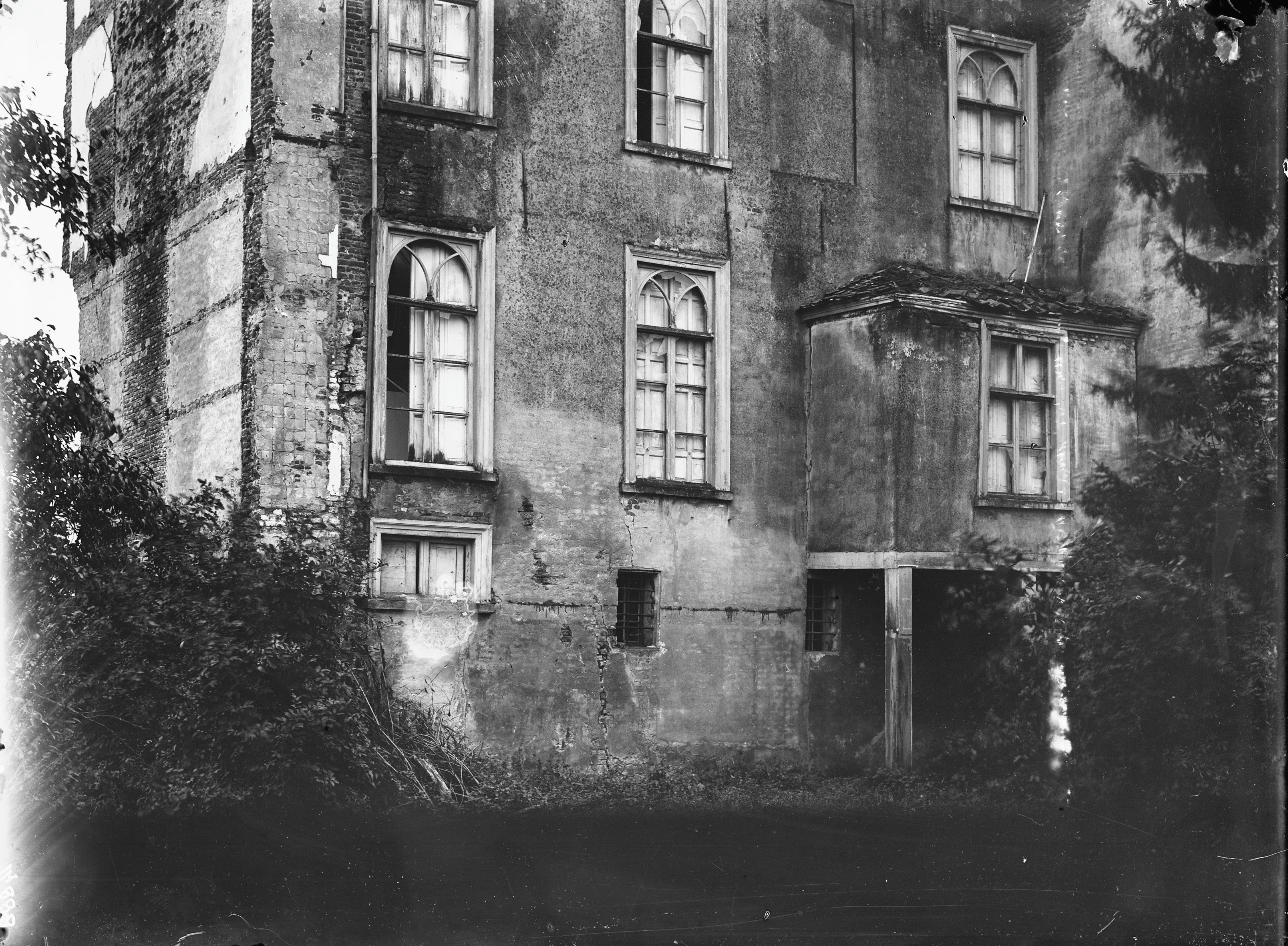
Swanenburg augustus 1900
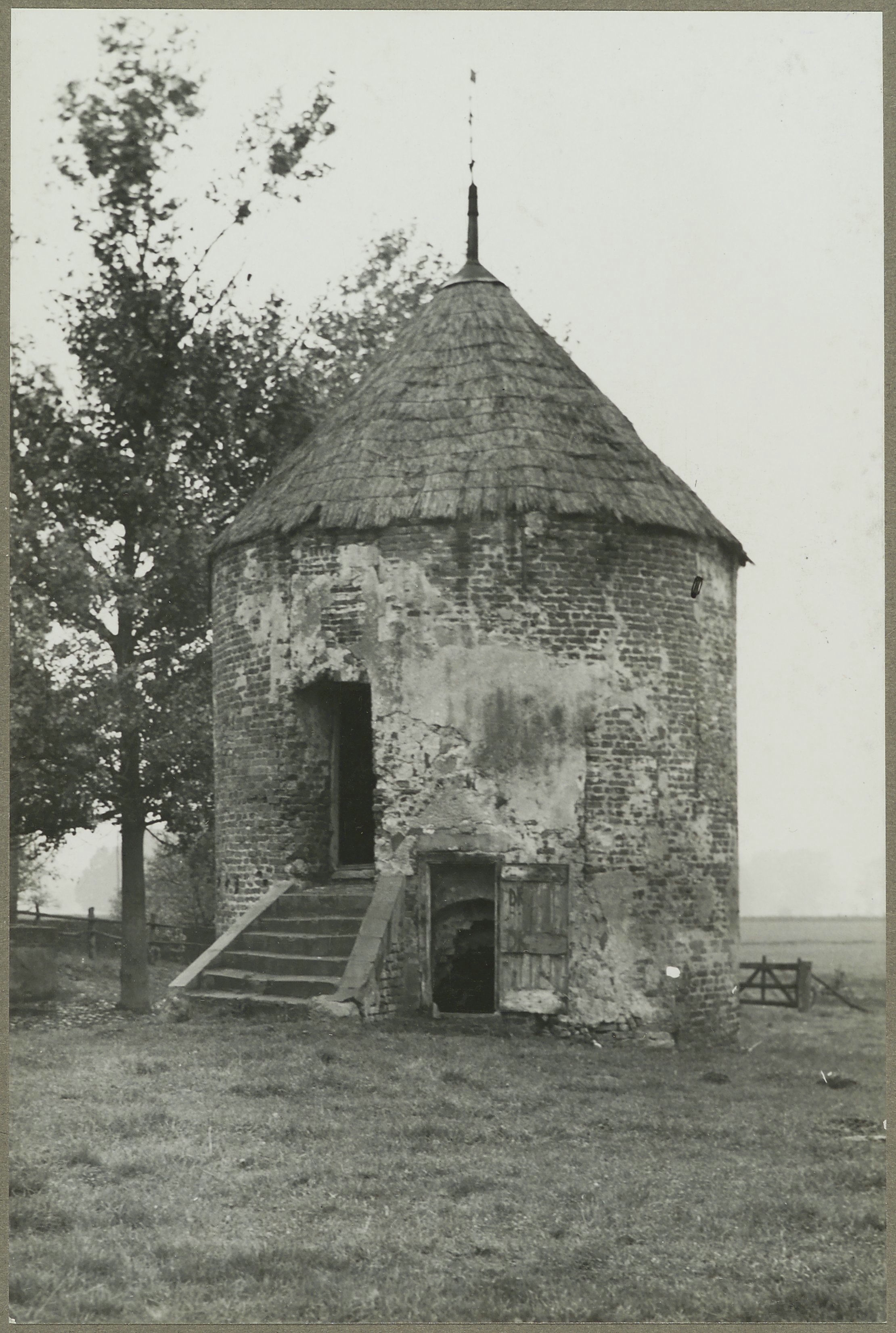
Torentje in september 1937
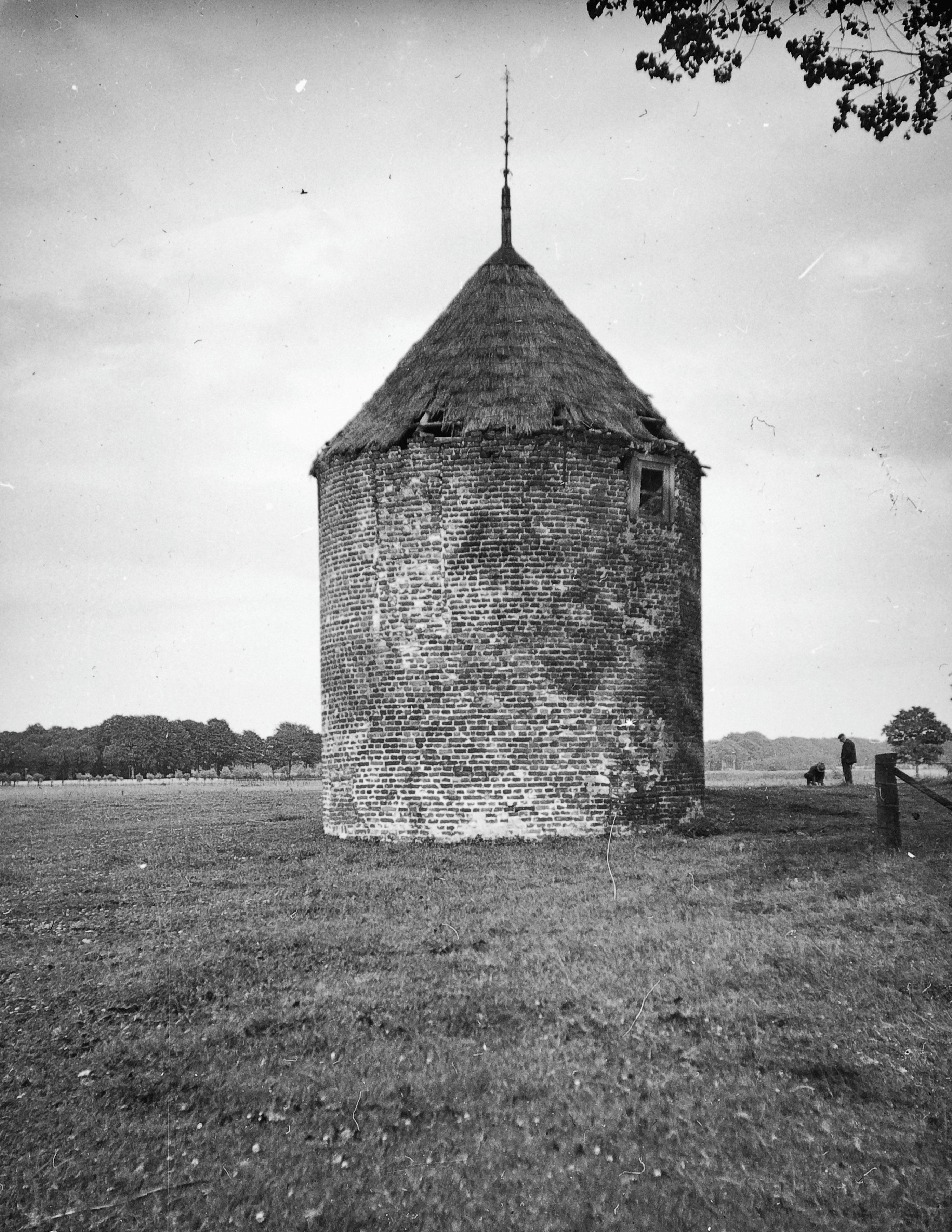
Restant torentje juli 1944

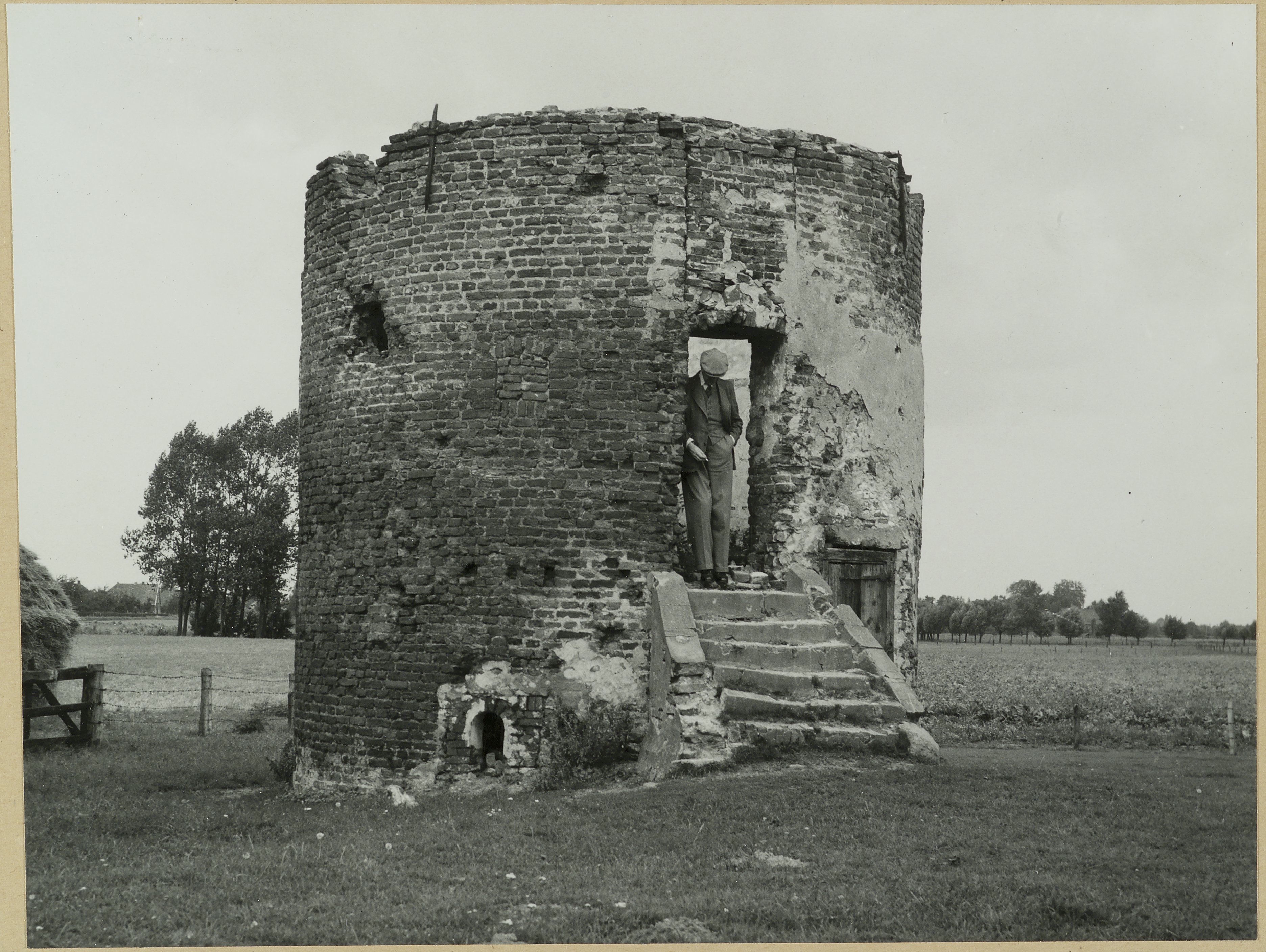
Ruïne kasteeltoren augustus 1948
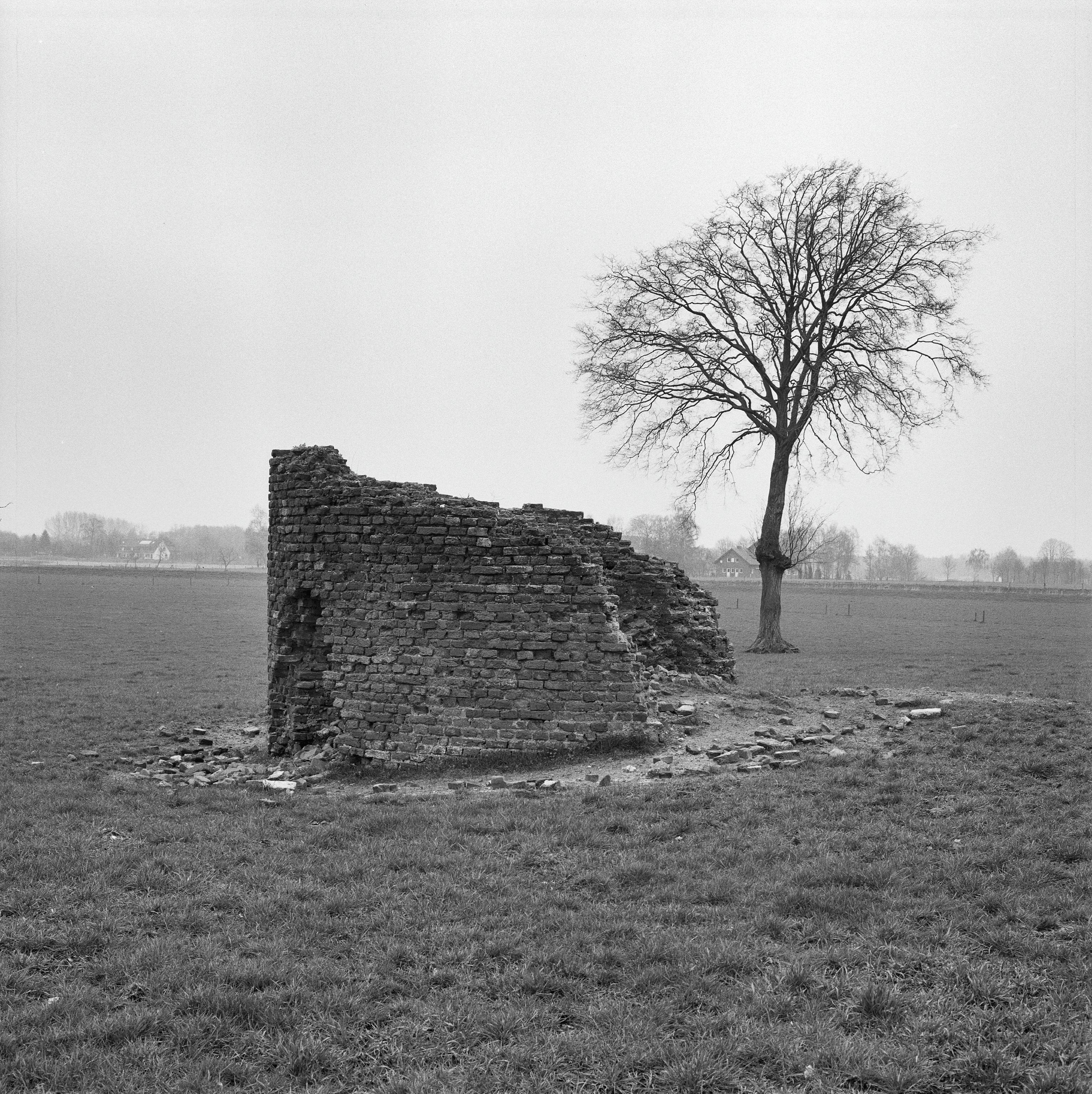
Restant ruïne kasteeltoren april 1994
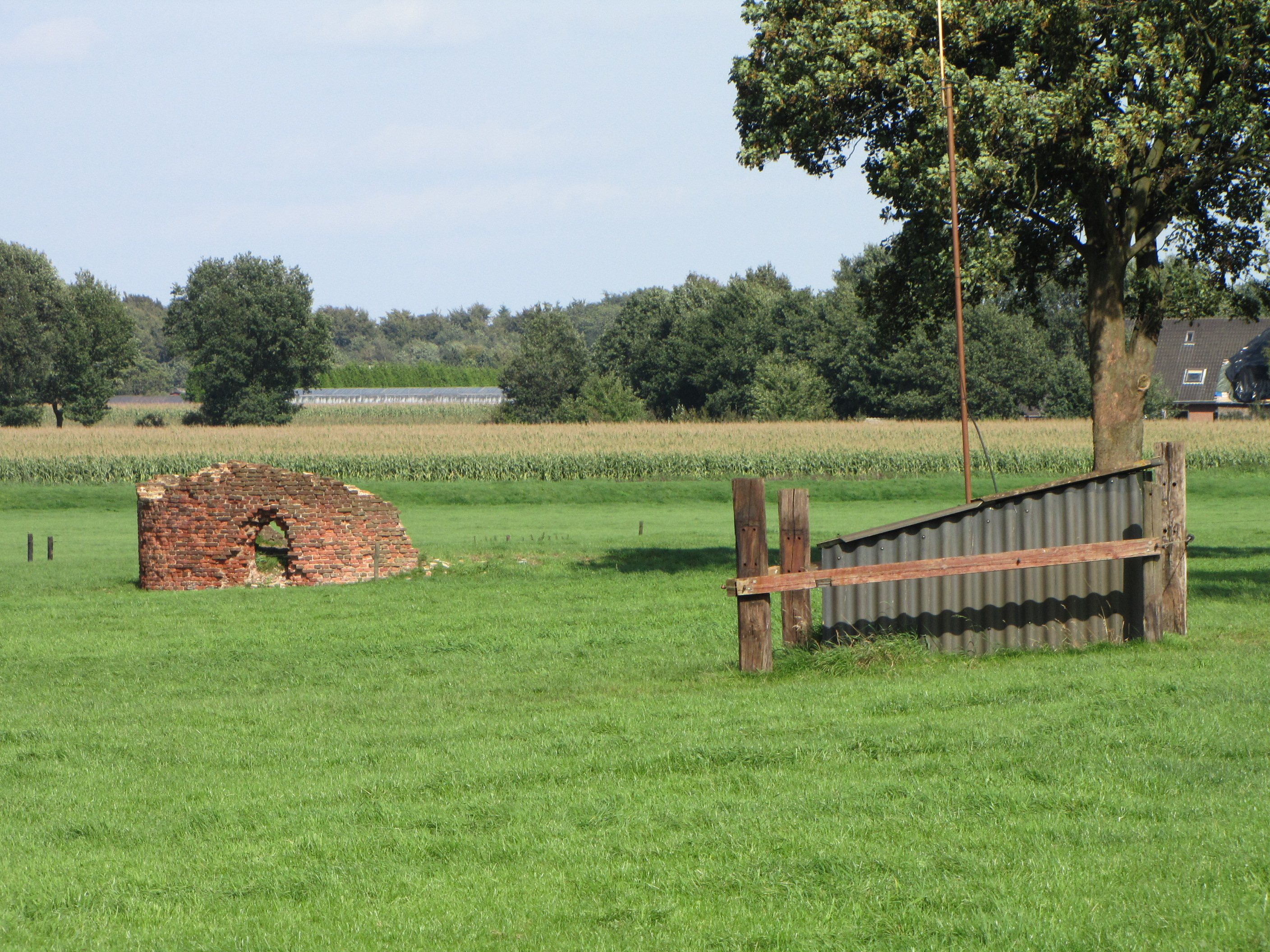
Kasteelterrein september 2010

Aalst · Aardenburg · Acquoy · Aerdt · Agistaldaburg · Ahof · Aldenhaag · Aller · Ambe · Ammersoyen · Ampsen · Andelst · Angeroyen · Appelburg · Appelse walburg · Appeltern · Arler · Baak · Babberich · Baer · Baerle · Bakerbosch · Balgoij · Barlham · Batenburg · Beek · Beerenclaauw · Bemmel · Bevervoorde · Bergh · Biljoen · Bingerden · Blankenborg (Laren) · Blankenborg · Blauwe Huis · Blokhuis (Ravenswaaij) · Boelenham · Boetselaersborg · Borculo · Boswaai · Brakel · Den Brakel · Den Bramel · Bredevoort · Broekhuizen · Bronkhorst · Bruchem · Bruinhorst · Brunsberg · Bulkestein · Bunswaard · Burcht van Tiel · Buren · De Buurse · Byland · Byvanck · Caetshage · Camphuysen · De Cannenburch · de Cloese · Coldenhove · Culemborg · Dedinckweerd · Delwijnen · Didam · Diepenbroek · Hof te Dieren · Huis Dijck · Dikke Tinne · Doddendaal · Dodewaard · Doornenburg · Doornik · Doorwerth · Dooyenburg · Dorth · Doseburg · Drakenburg · Dreumel · Druten · Duivelshuis · Eerbeek · De Ehze · Elburg · Eldrik · Emmerik · Engelenburg · Groot Engelenburg · Engelrode · Enghuizen · Enspijk · De Essenburgh · Essenpas · Est · Fokkinck · Gameren · Geerestein · Geldermalsen · De Gelderse Toren · Geldersweerd · Gellicum · Gendt · Gennepestein · Glindhorst · Goudenstein · ‘s-Grevenhoef · Groot Hell · Groenlo · Groesbeek · Huis te Groesbeek · Grunsfoort · Gulden Spijker · Hackfort · Hackforts Veenhuis · Hagen · Hagevoort · Hamerden · Hanepol · Harreveld · Harslo · Hassink · Het Haveke · Hedel · Heeckeren · De Heegh · Hees · De Heest · Hellouw · Hemmen · Hernen · Motte van Hernen · Heumen · Heusden · Hoekelum · Hoekenburg · De Hoeve · De Hof · Hof d'Ooy · Hof van Arkel · Huis het Holt · Holthuis · Het Holtslag · Ter Horst · Houberg · St. Hubertus · Huissen · Hulhuizen · Hulkestein · Hulsen · Hunneschans bij De Duno · Hunneschans bij Uddel · Jonker Bloo · 't Joppe · De Kamp · Karssenberg · Kemnade · Keppel · Kermestein · Kernhem · Kervel · Kiefskamp · De Kinkelenburg · Klein Enghuizen · Kleverburg · Kortenhoeve · Laag Helbergen · Lakenburg · Landfort · Langen · Latenstein · De Lathmer · Lathum · Ter Lede · Leegpoel · Leemcuyl · Leeuwen · Leeuwenbergh · Lensenburg · Lent · Leur · Leuvenum · Leyenburg · Lichtenvoorde · Lievenstein · Loenen · Loevestein · Loil · Loowaard · Luynhorst · Hof te Maasbommel · Magerhorst · Malburgen · Malderburcht · Malsen · Manhorst · Marhulsen · De Marsch · Marveld · Mathena · Maurik · Medel · Medestein · 't Medler · Meinerswijk · De Mellard · Mensink · Mergelp · Meteren · 't Meyerink · Middachten · Millingen · Mussenberg · Nagelhorst · Nederhagen · Nederhemert · Neerijnen · Huis Neerijnen · De Nesch · Nettelhorst · Nieuwe Blokhuis ·  Nijburg · Nijenbeek · Old Putten · Notenstein · Nye Huis · Olde Spijker · Oldenaller · Oldenhof (Driel) · Oldenhof (Heteren) · De Ooij · Oolde · Oud Oolde · Oosterhout · Ophemert · Opijnen · Oud Ampsen · Oude Blokhuis · Het Oude Loo · Oude Voorst · Oudenborch · Oud-Wisch · Huis te Overasselt · Overeng · Overhagen · Overlaar · 't Oye · Palmestein · De Parck · Persingen · Plekenpol · Ploen · Pluimenburg · Poederoijen · Poelwijck · Poelwijk · De Pol (Dreumel) · Huis de Poll (Huis te Gietelo) · De Poll (Huissen) · Pollenbering · Pollenstein · Puttenstein · Het Raasink · Ravenhorst · De Rees · Ressen · Reuversweerd · Reygersfoort · Rhijnestein · Huis Rijswijk · Rode Toren · Roode Wald · Rosande · Rosendael · Rossum · Rumpt · Ruurlo · Rijsselt · Schadewijk · Schaffelaar · Scherpenzeel · Schoonbroek · Schoonderbeek · Schoonenburg · Schuilenburg · Schuilkerke · Hof te Seelbeek · Sevenaer I · Sevenaer II · Sinderen (Oude IJsselstreek) · Sinderen (Voorst) · Slangenburg · Sleeburg · Slimsijp · De Snor · Soelen · Spaansweerd · Spaldorp · Spijk · Staverden · Sterkenburg · Swanepol · Tarthorst · Teisterbant (Kerk-Avezaath) · Teisterbant (Kerkdriel) · Ter Dicke · Tolhuis · Tolhuis (Tiel) · Tollenburg · Tongerlo · Toren van Wely · Tuil · Ubbergen · Uilenburg (Ewijk) · Uilenburg (Heteren) · Ulenpas · Ulft · Upladen · Valburg · Valkhofburcht · Valkhofpalts · Vanenburg · Varik · Hof te Varsseveld · 't Velde · Velhorst · Verwolde · Vierakker · De Voorst · Voorstonden · Vorden · Vosbergen · Vredenburg · Vredestein (Driel) · Vredestein (Ravenswaaij) · Vuren · Waardenburg · Waddestein · Wadenoijen · Waede · Wageningen · Walfort · 't Waliën · De Wardt · Watergoor · Watermeerwijk · Wayenstein (Huis te Herwijnen) · Well (Huis van Malsen) · Weijenrade · Westenburg · Westerholt · Weurt · De Wiersse · Wijenburg (Echteld) · De Wildenborch · De Wildt · Wilp · Wilperhorst · Winssen · Wisch · Wychen · Wolfswaard · Woolbeek · Yrst · IJzendoorn · Zeeland · Zilveren Spijker · Zuilichem · Zwaluwenburg · Zwanenburg (Heerde) · Zwanenburg (Megchelen)